# Romeu Pellicciari
Romeu Pellicciari (Jundiai, 26 de març de 1911 - São Paulo, 15 de juliol de 1971) fou un jugador de futbol brasiler de la dècada de 1930.

## Trajectòria
Futbolista d'origen italià, durant la seva llarga carrera (1928-1944) destacà al Palestra Itália/Palmeiras, on jugà durant set temporades 165 partits en els quals marcà 106 gols, i al Fluminense, vuit temporades en les quals disputà 201 partits i marcà 106 gols. També fou jugador dels clubs Esporte Clube São João, i Comercial-Ribeirão Preto. Guanyà quatre campionats de São Paulo (1932, 1933, 1934 i 1942) i cinc més de Rio de Janeiro (1936, 1937, 1938, 1940 i 1941). També guanyà un Torneig Rio-São Paulo el 1933. Amb la selecció del Brasil disputà el Mundial de 1938, on compartí equip amb homes com Leônidas, Domingos i José Perácio.

## Palmarès
- Campionat paulista:
  - Palestra Itália-Palmeiras: 1932, 1933, 1934, 1942
- Torneig Rio-São Paulo:
  - Palestra Itália-Palmeiras: 1933
- Campionat carioca:
  - Fluminense: 1936, 1937, 1938, 1940, 1941